# 美女餐厅
美女餐厅是一款由Gamelab开发PlayFirst发行的模拟经营游戏。游戏从2003年发行以来，已推出PSP、NDS、GBA、iPhone等平台版本。

## 游戏玩法
玩家在游戏时扮演菲奥（Flo），来为顾客服务。游戏时要让玩家在有限的时间，为菲奥经营的餐厅挣钱，若达到该天的要求，则可通关。通关之后，可将原有的餐厅进行升级，装饰，进而招揽客人。
当有客人来到餐厅时，可以将客人拖拽到桌椅上，让客人阅读菜单。之后菲奥将顾客所点的菜单传送到厨师，厨师做好菜之后，菲奥需要把菜送到客人的桌上。客人用餐结束后，菲奥要为客人结账，并打扫桌面。每个操作成功都可以得到额外的分数。顾客头顶上显示的心数代表这客人心情的好坏，心的数目越多越会得到更高的分数。当客人没有心的时候，将会倒扣分数。
游戏有两种模式：一种是故事模式，另一种是无限模式

## 版本
- 美女餐厅(Diner Dash)
- 美女餐厅2(Diner Dash 2: Restaurant Rescue)
- 美女餐厅：忙碌的菲奥（Diner Dash:Flo on the Go）
- 美女餐厅：穿越时空（Diner Dash:Flo Though Time）
- 美女餐厅：家乡英雄(Diner Dash: Hometown Hero-Gourmet)
- 美女餐厅5：繁荣(Diner Dash 5:BOOM! Collector’s Edition)
- 美女餐厅：四季美食(Diner Dash: Seasonal Snack Pack)
- 美女餐厅：疯狂烹饪(Cooking Dash)
- 美女餐厅：疯狂烹饪2（Cooking Dash 2:DinerTown Studios]）
- 美女餐厅：绿色烧烤（Diner Dash：Grilling Green）（iOS和Android平台）
- 美女餐厅：逆袭 (Dinner Dash 2015) (iOS和Android平台)
- 美女餐厅：疯狂烹饪2016 (Cooking Dash 2016) (iOS和Android平台)